# Ассоциация еврейских организаций и общин (Ваад) Украины
Ассоциация еврейских организаций и общин (Ва́ад) Украины — всеукраинская  общественная организация. Местонахождение центральных органов — Киев.

## История
Ваад основан 14 января 1991 года. 
В марте 2014 года «Ассоциация еврейских организаций и общин (Ваад) Украины», совместно с «Конгрессом национальных общин Украины», составила и опубликовала «Обращение к Президенту Российской Федерации В. В. Путину» осуждающее ввод российских войск на Украину.
В мае 2018 года издание The Jewish Chronicle написало (а «Лехаим» перепечатало), что ряд украинских еврейских организаций из-за поддержки Зисельсом нацистских коллаборационистов отреклись от него и более четырёх десятков общественных лидеров заявили, что отныне Зисельс и его Ваад «не представляют евреев Украины». Вслед за ними и евреи Николаевской области заявили о своем выходе из состава Ваада.

## Руководство
Сопрезиденты (с 2015 года) — Андрей Адамовский и Иосиф Зисельс. 

## Участник международных еврейских организаций
- Ваад (СНГ)
- Европейский Совет еврейских общин
- Европейский еврейский конгресс
- Всемирный еврейский конгресс

## Один из учредителей организаций
- Еврейская Конфедерация Украины
- Сионистская федерация Украины
- Евроазиатский Еврейский конгресс
- Всемирный конгресс русскоязычных евреев.
- Конгресс национальных общин Украины

## Основная цель
Основная цель Ассоциации- создание и укрепление структур, деятельность которых направлена на национальное возрождение и укрепление связей между еврейскими организациями.

## Направления деятельности
- проводить организационные, финансовые и профессиональные мероприятия по созданию системы социальной защиты еврейских общин Украины;культурно-образовательная работа (организация учебных учреждений всех уровней, проведение лекций, семинаров, научных конференций по вопросам изучения языков, истории, культуры и традиций еврейского народа);
- содействие возрождению религиозных иудейских общин и возвращению им культовых учреждений (синагог, ешив, школ, и вспомогательных помещений);
- организация практической помощи и осуществления общественного контроля по вопросам выезда в Израиль;
- содействие защиты чести и национального достоинства евреев Украины, противостояние антисемитизму;
- расширение и укрепление связей еврейских общественных организаций с религиозными организациями, еврейскими общественными организациями Израиля и других стран, деятельность которых не противоречит целям и задачам Ассоциации;
- поддержка и развитие связей, включая обмен делегациями и группами, с общественными, культурными, молодёжными, политическими, религиозными, спортивными и другими организациями Израиля;
- выполнение координационных и информационных функций, а также функций представительства членов Ассоциации на государственном и международном уровнях.

## Периодическое издание
Ваад Украины с января 1991 года до конца 2020 года издавал газету «Хадашот» («Новости»).